# Chemin de Fenouillet
Le chemin de Fenouillet est une voie de Toulouse, chef-lieu de la région Occitanie, dans le Midi de la France.

## Situation et accès

### Description
Le chemin de Fenouillet est une voie publique. Il traverse le quartier de Ginestous.
Il naît perpendiculairement à la rue de Fenouillet. Il est d'abord orienté à l'est et rencontre la rue Federico-Garcia-Lorca. Il se termine à la limite de la commune de Fenouillet. Il est prolongé par la rue de la Séline, qui rejoint la route de Lacourtensourt (M64), aboutissant au nord au cœur de l'ancien bourg de Fenouillet et, à l'est, à l'écluse de Lacourtensourt, sur le canal de Garonne, et à la route de Paris (M820), à la limite de la commune d'Aucamville.

### Voies rencontrées
Le chemin de Fenouillet rencontre les voies suivantes, dans l'ordre des numéros croissants (« g » indique que la rue se situe à gauche, « d » à droite) :
1. Rue de Fenouillet
2. Rue Federico-Garcia-Lorca (d)
3. Rue Marie-Laurencin (g)
4. Impasse de Naubalette - accès piéton (g)
5. Rue Ambroise-Croizat (d)
6. Impasse Edmond-Audran (d)
7. Rue de la Marquise-Marie-Thérèse-de-Villeneuve-Arifat (g)
8. Impasse Pierre-Camo (d)
9. Chemin de Ginestous (d)
10. Chemin de la Glacière (d)
11. Rue Jean-Gibert (d)
12. Chemin de la Plage (g)
13. Allée des Foulques (d)
14. Chemin du Pont-de-Rupé (d)
15. Rue des Mésanges (d)
16. Rue de la Séline - Fenouillet (d)

### Transports
Le chemin de Fenouillet est partiellement parcouru et desservi, entre la rue de Fenouillet et la rue Marie-Laurencin, puis entre la rue Jean-Gibert et la rue des Mésanges, par la ligne de bus 110. Les arrêts de la ligne de bus 132 se trouvent également à proximité, le long du chemin de la Glacière, du chemin de Ginestous et de la rue Isabelle-Eberhardt.
Il n'existe en revanche pas de stations de vélos en libre-service VélôToulouse à proximité du chemin de Fenouillet.

## Odonymie
Le chemin tient son nom du village de Fenouillet, au nord de Toulouse, auquel il aboutit. Les mentions les plus anciennes, au XVe siècle, parlent du chemin de Fenouillet (cami de Fenolhet en occitan médiéval).

## Patrimoine et lieux d'intérêt

### Canal de Garonne
- pont de Béziat (1932)[2].
- pont de Ginestous (1981)[3].

### Château Le Blanc
- no  30 : château Le Blanc (XVIIe siècle)[4].

### Fermes
- no  16 : ferme (deuxième moitié du XIXe siècle)[5].
- no  22 : ferme (deuxième moitié du XIXe siècle)[6].
- no  26 : ferme (deuxième moitié du XIXe siècle)[7].
- no  28 : ferme (deuxième moitié du XIXe siècle)[8].
- no  50 : ferme (premier quart du XXe siècle)[9].
- no  51 : ferme (deuxième moitié du XIXe siècle)[10].
- no  62 : ferme (deuxième moitié du XIXe siècle)[11].
- no  71 : ferme (deuxième moitié du XIXe siècle)[12].
- no  75 : ferme (fin du XIXe siècle)[13].
- no  75 : métairie Saint-Jammes (XVIIIe siècle)[14].
- no  88 : ferme (deuxième moitié du XIXe siècle)[15].
- no  96 : ferme (deuxième moitié du XIXe siècle)[16].
- no  104 : ferme (deuxième moitié du XIXe siècle)[17].

### Maisons
- no  52 : maison toulousaine (premier quart du XXe siècle)[18].
- no  75 : maison toulousaine (premier quart du XXe siècle)[19].

### Parcs d'activités
- Parc industriel de Fondeyre Suisse.
- Parc industriel de la Glacière.
- Parc d'activités mixte Garonne.
- Parc d'activités mixte de Sesquières.